# Оркла (река)
О́ркла (норв. Orkla) — река в Норвегии в провинции Трёнделаг. Исток реки находится в озере Оркельшёэн (норв. Orkelsjøen) (1058 м над уровнем моря). Впадает в Норвежское море впадает в море около города Оркангер. Длина реки 181 км.

## Гидрологическая характеристика
Площадь бассейна составляет 2700 км². Среднегодовой расход воды составляет 50,1 м³/с. Минимальный расход отмечается зимой. До регулирования стока этот параметр составлял около 3,7 м³/с, после строительства плотины он поддерживается на уровне 10 м³/с. Максимальный расход воды составляет около 270 м³/с. С января по март река покрыта льдом. Температура в апреле составляет 2 °C в апреле и достигает максимума 14 ° C в июле и августе. В октябре температура воды опять снижается ниже 4°.

## Хозяйственное использование и охрана
Сток реки в 1983 году был зарегулирован плотинами пяти гидроэлектростанций. Общая установленной мощность, расположенных на реке гидроэлектростанций, составляет 320 МВт. На одном из притоков, реке Раубеккен, находится медный рудник Леккен. Деятельность этого рудника приводит к загрязнению реки тяжёлыми металлами, и как следствие снижению молоди лосося, являющимся важным биологическим ресурсом реки. Река была официально признана национальной лососевой рекой. Приоритетной задачей в управлении хозяйственной деятельности является охрана запасов алтантического лосося (сёмги). Годовой улов семги по данным конца 1990 годов составлял 27 тонн.